# Vivonne
Vivonne is een gemeente in het Franse departement Vienne (regio Nouvelle-Aquitaine) en telt 3045 inwoners (2004). De plaats maakt deel uit van het arrondissement Poitiers.

## Geografie
De oppervlakte van Vivonne bedraagt 41,0 km², de bevolkingsdichtheid is 74,3 inwoners per km².

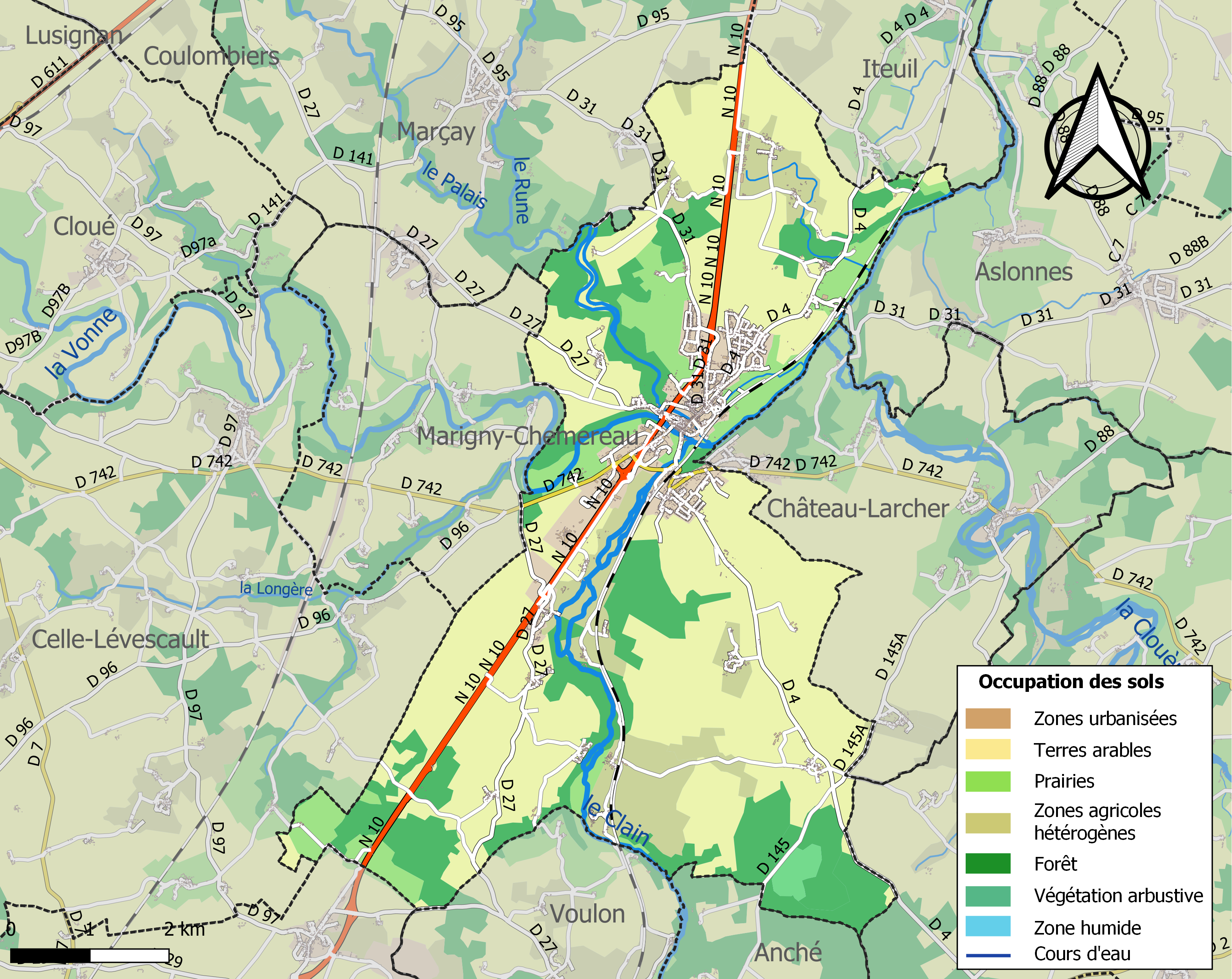
Kaart van de gemeente met de belangrijkste infrastructuur, bodemgebruik en omliggende gemeenten

## Verkeer en vervoer
In de gemeente ligt de spoorweghalte Vivonne.

## Demografie
Onderstaande figuur toont het verloop van het inwonertal (bron: INSEE-tellingen).